# 姜珠馨
姜珠馨（韓語：강주형，1979年8月7日—），韓國女演員。

## 演出作品

### 電視劇
- 2008年：SBS《On Air》飾演 安多晴
- 2009年：SBS《City Hall》飾演 孟海蘿